# The Night Is Young
The Night is Young es una película estadounidense de 1935 protagonizada por Ramón Novarro y Evelyn Laye. La película está basada en la historia escrita por Vicki Baum.

## Elenco
- Ramón Novarro es Archiduque Paul 'Gustl' Gustave.
- Evelyn Laye es Elizabeth Katherine Anne 'Lisl' Gluck.
- Charles Butterworth es Willy Fitch.
- Una Merkel es Fanni Kerner.
- Edward Everett Horton es Barón Szereny.
- Donald Cook es Toni Berngruber.
- Henry Stephenson es Francisco José I de Austria.
- Rosalind Russell es Condesa Zarika Rafay.
- Herman Bing es Nepomuk